# Heriburg von Nottuln
Heriburg von Nottuln (* ? in Friesland; † 16. Oktober 839 in Nottuln) war eine fromme Frau des Frühmittelalters, möglicherweise eine Äbtissin.
Heriburg war nach der Vita Ludgeri Altfrieds, der sie noch als Zeugin befragen konnte, die Schwester des Heiligen Liudger, des ersten Bischofs von Münster und Gründers der Klöster Werden und Helmstedt, und Hildegrims, ab 802 Bischof von Chalons. Nach der vom Nottulner Kaplan Albert Wilkens (1790–1828) phantasiereich erfundenen Gründungsgeschichte des Stifts Nottuln soll Liudger 803 das erste Frauenkloster Westfalens in Nottuln gegründet haben, dessen erste Äbtissin Heriburg gewesen sein soll. Belege für die Gründung einer Frauengemeinschaft in Nottuln in dieser Zeit fehlen. Möglicherweise war Heriburg eine Klausnerin oder Äbtissin einer gescheiterten Gründung. Ein silberner Sarg mit Heriburg zugeschriebenen Gebeinen, die bei Ausgrabungen 1978 dort in einem Eichensarg gefunden wurden, befindet sich heute in der Stifts- und Pfarrkirche Sankt Martinus in Nottuln. Ihr Gedenktag ist der 16. Oktober.